# Маркулешты (Молдова)
Маркулешты, Мэркулешть (рум. Mărculeşti) — село в Флорештском районе Молдавии. Относится к сёлам, не образующим коммуну.

## География
В селе расположена одноимённая железнодорожная станция. Рядом с селом протекает река Реут.
Высота населённого пункта 120 метров над уровнем моря.

## Население
По данным переписи населения 2004 года, в селе Мэркулешть проживает 866 человек (417 мужчин, 449 женщин).
Этнический состав села:
| Национальность | Число жителей | Процентный состав |
| -------------- | ------------- | ----------------- |
| молдаване      | 827           | 95,5              |
| украинцы       | 22            | 2,54              |
| румыны         | 9             | 1,04              |
| русские        | 5             | 0,58              |
| гагаузы        | 1             | 0,12              |
| прочие         | 2             | 0,23              |
| Всего          | 866           | 100 %             |